# Caklina
Caklina (lat. substantia adamantina s. enamelum) je čvrsto mineralno tkivo, koje prekriva dentin u predjelu anatomske krune zuba. Sadrži 4-6% organskih i 94-96% neorganskih tvari, i najbolje je razvijena na griznoj površini. Najtvrđi je dio zuba i općenito najtvrđe tkivo u organizmu zbog visokog sadržaja mineralnih tvari.

## Boja caklina
Caklina je djelomično prozirna tako da boja zuba ovisi od boje dentina i prozirnosti cakline. Što je caklina manje prozirna to su zubi bjeliji. Na prozirnost utječe: debljina, gustoća, kalcifikacija i homogenost cakline.
Mliječni zubi su zbog veće debljine cakline obično bjeliji.